# Ley de Partidos Políticos (Perú)
La Ley n.º 28094, de Partidos Políticos, promulgada el 31 de octubre de 2003, es la ley que regula la constitución, reconocimiento, funcionamiento y financiación de los partidos políticos en Perú. Esta Ley contribuye a la institucionalización del sistema de partidos de Perú, exigiendo a los mismos una estructura partidaria descentralizada, un padrón depurado, la elección y no sólo designación de la mayoría de los candidatos para los diferentes cargos públicos, el desarrollo de procesos electorales con el apoyo y asistencia técnica de la ONPE, así como el financiamiento partidario.
El primer debate sobre la creación de la ley data de 2003. El 20 de agosto de 2015, se inició un nuevo debate de las reformas de la Ley de Partidos Políticos.

## Democracia interna
Una de las innovaciones más importantes de la Ley es el establecimiento de mecanismos de democracia interna que lleven a los partidos políticos a la elección de sus dirigentes y candidatos a los procesos electorales a nivel nacional, regional y local. Para ello, la Ley propone un marco legal dirigido a garantizar estos procesos de elección democrática.

## Financiamiento de los partidos políticos
Antes de la promulgación de la Ley, los partidos políticos peruanos contaban con un sistema de financiamiento privado poco regulado y claro, y por ende poco cumplido. En el caso del financiamiento público, este sólo estaba regulado fundamentalmente por la modalidad de la llamada franja electoral. Por ejemplo, en las elecciones generales de 2001 fueron en total 39,723,134.00 soles los que se destinaron a financiar la franja electoral a favor de los partidos.
Una de las innovaciones de la Ley, a partir de una votación en 2003, fue proponer un sistema de financiación mixto (privado y público), que se daría a través de modalidades directas e indirectas y que van de la mano con un sistema de rendición de cuentas por parte de los partidos políticos, para lo cual se crea la Gerencia de Supervisión de Fondos Partidarios de la Oficina Nacional de Procesos Electorales.
Según la ley, los partidos políticos que obtienen representación en el Congreso recibirán del Estado financiamiento público directo. Para ello el Estado destinará el equivalente al 0.1% de la Unidad Impositiva Tributaria (UIT) por cada voto emitido para elegir representantes al Congreso. Este otorgamiento de fondos públicos entró en vigencia luego de la elección del año 2006. La ley prevé que sean utilizados exclusivamente para actividades de formación, capacitación e investigación, así como para los gastos de funcionamiento ordinario (agua, electricidad, teléfono). Estos fondos se otorgan con cargo al Presupuesto General de la República.
Los fondos partidarios se distribuyen de la siguiente manera: un 40%, en forma igualitaria entre todos los partidos con representación en el Congreso de la República; el 60% restante, en forma proporcional a los votos obtenidos por cada partido político en la elección de representantes al Congreso de la República. La transferencia de estos fondos a cada partido se realiza en cinco partes, a un quinto por año.
En 2015 se validó el financiamiento mixto que opcionalmente permitió hasta 200 Unidades Impositivas Tributarias de empresas privadas, cuyo límite inicial fue de 60 UIT.
En 2017 se inició las discusiones parlamentarias para tomar acciones contra los aportes de origen ilícito, como los aportes de personas sentenciados por corrupción y narcotraficantes. Como resultado, desde 2019, el financiamiento de origen anónimo y/o desconocido es considerado un delito en el Código Penal.
En enero de 2025, la ONPE alertó de que el Congreso había aprobado los cambios propuestos (los proyectos de ley 3153, 4424 y 4597), que afectarían a la rendición de cuentas y a la transparencia, entre otras cosas, en lo referente a las aportaciones confidenciales del sector privado. Los cambios fueron promovidos principalmente por Fernando Rospigliosi.

## Estructura
La Ley de Partidos Políticos consta de 6 títulos y 41 artículos.
- Título primero: Definiciones generales
- Título segundo: Constitución y reconocimiento de los partidos políticos
- Título tercero: Constitución y reconocimiento de los movimientos y organizaciones políticas de alcance local
- Título cuarto: De la condición de afiliado
- Título quinto: Democracia interna
- Título sexto: Del financiamiento de los partidos políticos